# Code de Steane
Dans la théorie des codes quantiques, le code de Steane est un outil de correction d'erreurs quantiques introduit par Andrew Steane (en) en 1996. 

## Description
Un code de Steane est un code de la famille des codes CSS (Calderbank-Shor-Steane) qui utilise le code binaire classique de Hamming de paramètres {\displaystyle [7,4,3]} pour corriger les erreurs de retournement de qubit (erreurs de type X) et le dual du code de Hamming, à savoir le code de paramètres {\displaystyle [7,3,4]}, pour corriger les erreurs d'inversion de phase (erreurs de type Z). Le code de Steane code un qubit logique par 7 qubits physiques et est capable de corriger les erreurs quelconques d'un seul qubit.
Sa matrice de contrôle sous forme canonique est
{\displaystyle {\begin{bmatrix}H&0\\0&H\end{bmatrix}}}
où {\displaystyle H} est la matrice de contrôle de la parité du code de Hamming et est donnée par
{\displaystyle H={\begin{bmatrix}1&0&0&1&0&1&1\\0&1&0&1&1&0&1\\0&0&1&0&1&1&1\end{bmatrix}}.}
Le code de Steane de paramètres {\displaystyle [[7,1,3]]} est le premier de la famille des codes de Hamming quantiques, qui sont les codes avec paramètres {\displaystyle [[2^{r}-1,2^{r}-1-2r,3]]} pour les entiers {\displaystyle r\geq 3}.

## Expression dans le formalisme des stabilisateurs
Dans un code de correction d'erreurs quantiques, l'espace du code est un sous-espace de l'espace de Hilbert global de tous les états logiques. Dans un code stabilisateur de {\displaystyle n} qubits, on peut décrire ce sous-espace par son groupe de Pauli stabilisateur, qui est l'ensemble de tous opérateurs de Pauli de {\displaystyle n} qubits qui stabilisent chaque état logique. Le formalisme du stabilisateur permet de définir l'espace de code d'un code stabilisateur en spécifiant son groupe stabilisateur de Pauli. On peut décrire ce groupe de taille exponentielle en énumérant ses générateurs.
Comme le code de Steane code un qubit logique sur 7 qubits physiques, l'espace de code du code de Steane est un sous-espace de dimension 2 de son espace de Hilbert de dimension {\displaystyle 2^{7}}.
Dans le formalisme des stabilisateurs, le code de Steane possède les 6 générateurs :
{\displaystyle {\begin{aligned}&IIIXXXX\\&IXXIIXX\\&XIXIXIX\\&IIIZZZZ\\&IZZIIZZ\\&ZIZIZIZ.\end{aligned}}}
Chacun de ces générateurs est le produit tensoriel de 7 opérations de Pauli à un seul qubit. Par exemple, {\displaystyle IIIXXXX} est  un abrégé pour {\displaystyle I\otimes I\otimes I\otimes X\otimes X\otimes X\otimes X}, qui est l'opérateur  identité sur les trois premiers qubits et une porte {\displaystyle X} pour chacun des quatre derniers qubits. Les symboles du produit tensoriel sont omis.
Les portes logiques {\displaystyle X} et {\displaystyle Z}  sont respectivement
{\displaystyle {\begin{aligned}X_{L}&=XXXXXXX\\Z_{L}&=ZZZZZZZ.\end{aligned}}}
Les états logiques {\displaystyle |0\rangle } et {\displaystyle |1\rangle } du code de Steane sont :
{\displaystyle {\begin{aligned}|0\rangle _{L}=&{\frac {1}{\sqrt {8}}}[|0000000\rangle +|1010101\rangle +|0110011\rangle +|1100110\rangle \\&+|0001111\rangle +|1011010\rangle +|0111100\rangle +|1101001\rangle ]\\|1\rangle _{L}=&X_{L}|0\rangle _{L}.\end{aligned}}}
Les états  du code ont la forme {\displaystyle |\psi \rangle =\alpha |0\rangle _{L}+\beta |1\rangle _{L}} .